# Писаренко Василь Григорович
Васи́ль Григо́рович Писаре́нко (8 лютого 1977 — 3 червня 2015) — молодший сержант Збройних сил України, учасник російсько-української війни.

## Життєпис
Народився в селі Коби Новосанжарського району, закінчив ЗОШ села Стовбина Долина того ж району. Проходив строкову військову службу в лавах ЗСУ. Демобілізувавшись, працював з батьком столяром у Кобах у сільськогосподарському підприємстві, по наймах, їздив на заробітки до РФ. Після розлучення донька лишилася з батьком.
9 березня 2015 року мобілізований до лав Збройних Сил України, головний сержант роти, 28-ма окрема механізована бригада. З весни 2015 року перебував у місцях бойових дій.
3 червня 2015-го загинув у бою поблизу села Новомихайлівка Мар'їнського району — близько 4-ї години ранку російсько-терористичні збройні формування здійснюють спробу штурму Мар'їнки, атака розпочалася з масованого обстрілу позицій ЗСУ із застосуванням САУ, артилерії та РСЗВ. Після артпідготовки на штурм пішли 2 тактичні групи піхоти за підтримки танків. ЗСУ залучили артилерію, наступ відбито, терористи зазнали втрат і відступили. У бою загинули 3 військовики 28-ї бригади — старший солдат Олександр Галущинський, молодший сержант Василь Писаренко та старший сержант Василь Пихтєєв; 26 бійців зазнали поранень. Командир взводу Саша («Харків'янин») свідчить, що в бою Василь встиг здійснити 9 пострілів з РПГ, поки не загинув від пострілу з ворожого танка.
6 червня 2015-го похований у селі Коби Новосанжарського району з військовими почестями.
Без батька лишились донька Тетяна 2000 р.н. та син Максим 2009 р.н., без сина — мама Євгенія Анатоліївна.

## Нагороди та вшанування
- Указом Президента України 37/2016 від 4 лютого 2016 року — орденом «За мужність» III ступеня (посмертно)[1].
- 8 лютого 2016-го в селі Стовбина Долина Новосанжарського району на будівлі загальноосвітньої школи відкрито меморіальну дошку випускникові Василю Писаренку.